# Phare de Barra Head
Le phare de Barra Head, (en gaélique écossais : Beàrnaraigh) et  en anglais Barra Head Lighthouse, est un phare écossais du Royaume-Uni qui se trouve dans l'ouest de l'île de Barra Head, au sommet de falaises culminant à 190 mètres d'altitude, dans l'archipel des Hébrides extérieures en Écosse.

## Description
Le phare se présente sous la forme d'une tour circulaire blanche de 18 mètres de hauteur surplombant les bâtiments annexes (salles techniques et lieux de vie). Les lentilles de Fresnel renvoient une lumière blanche d'une portée de 18 milles toutes les quinze secondes produite par une ampoule à acétylène. Toutes les autres machineries du phare sont alimentées à l'électricité produite par un générateur Diesel réapprovisionné en carburant deux fois par semaine.

## Histoire
Il a été construit en 1833 par Robert Stevenson après qu'il visita l'île en 1829 et allumé pour la première fois le 15 octobre 1833. À l'origine alimenté en huile, le phare est électrifié en 1906 et le dernier gardien quitte l'île le 23 octobre 1980 après son automatisation.

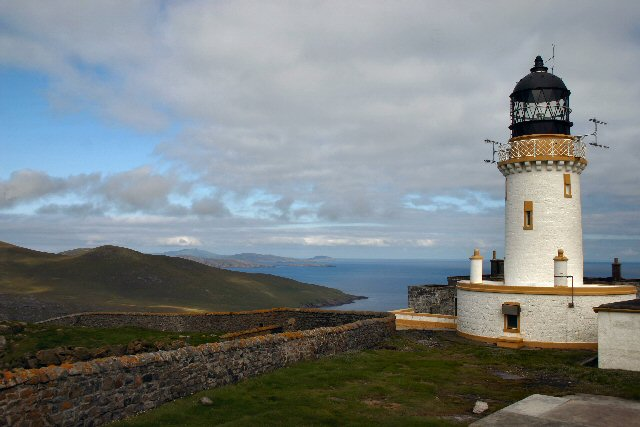
Le phare de Barra Head et les îles de Mingulay, Pabbay, Sandray et Barra au loin.

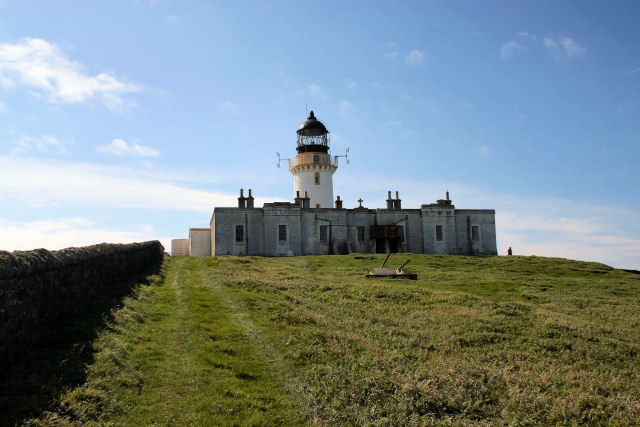
Vue générale du phare.